# Ammalo peruviana
Ammalo peruviana är en fjärilsart som beskrevs av Rothschild 1922. Ammalo peruviana ingår i släktet Ammalo och familjen björnspinnare. Inga underarter finns listade i Catalogue of Life.